# Gouttières (Puy-de-Dôme)
Pour les articles homonymes, voir Gouttières.
Gouttières est une commune française, située dans le nord du département du Puy-de-Dôme et en région Auvergne-Rhône-Alpes. Ses habitants sont nommés les Gouttièrois.
La commune appartient à la couronne urbaine de Saint-Éloy-les-Mines et est située au cœur du Pays de Saint-Éloy. Ce secteur du centre des Combrailles se trouve historiquement au carrefour de l'Auvergne et du Bourbonnais. Gouttières a, tout au long de son histoire, appartenu et alterné entre ces deux provinces.

## Géographie

### Localisation
| La Cellette             | Le Quartier             | Teilhet                  |
| Saint-Maigner           | Gouttières              | Sainte-Christine         |
| Saint-Julien-la-Geneste | Saint-Priest-des-Champs | Saint-Gervais-d'Auvergne |

La commune est située au nord-ouest du département du Puy-de-Dôme, au cœur des Combrailles,. Elle est au croisement de ce département avec ceux de l'Allier et de la Creuse.
Elle fait partie de la couronne de Saint-Éloy-les-Mines.
Huit communes la jouxtent : La Cellette, Le Quartier, Saint-Gervais-d'Auvergne, Saint-Julien-la-Geneste, Saint-Maigner, Saint-Priest-des-Champs, Sainte-Christine et Teilhet.
Par la route, Gouttières est située à 13 km de Saint-Éloy-les-Mines, à 40 km de Montluçon (Allier), à 44 km de Gannat (Allier), à 47 km de Riom (Puy-de-Dôme), à 58 km d'Aubusson (Creuse), à 70 km de Clermont-Ferrand (Puy-de-Dôme) et de Vichy (Allier), à 84 km de Guéret (Creuse) et de Moulins (Allier) et à 350 km de Paris.

### Géologie et relief
La commune a pour altitude minimum 590 mètres sur les rives du Chalamont au Moulin de Pierrefort et pour altitude maximum 803 mètres dans la forêt de Côterue. Situé au nord de la commune il s'agit du point culminant de tout le nord des Combrailles.
Le centre du bourg de Gouttières, cœur de la commune, est à environ 650 mètres d'altitude.

### Hydrographie
La Bouble (Bubula en latin) prend sa source sur le territoire de la commune, au nord du village de la Gare et qui après 50 km va se jeter dans la Sioule à Saint-Pourçain-sur-Sioule après avoir traversé des villes comme Saint-Eloy-les-Mines ou encore Chantelle.

Trois ruisseaux et rivières y naissant tel que le Vaillant ou encore le Chalamont qui se jette plus au sud dans la Sioule à Sauret-Besserve.

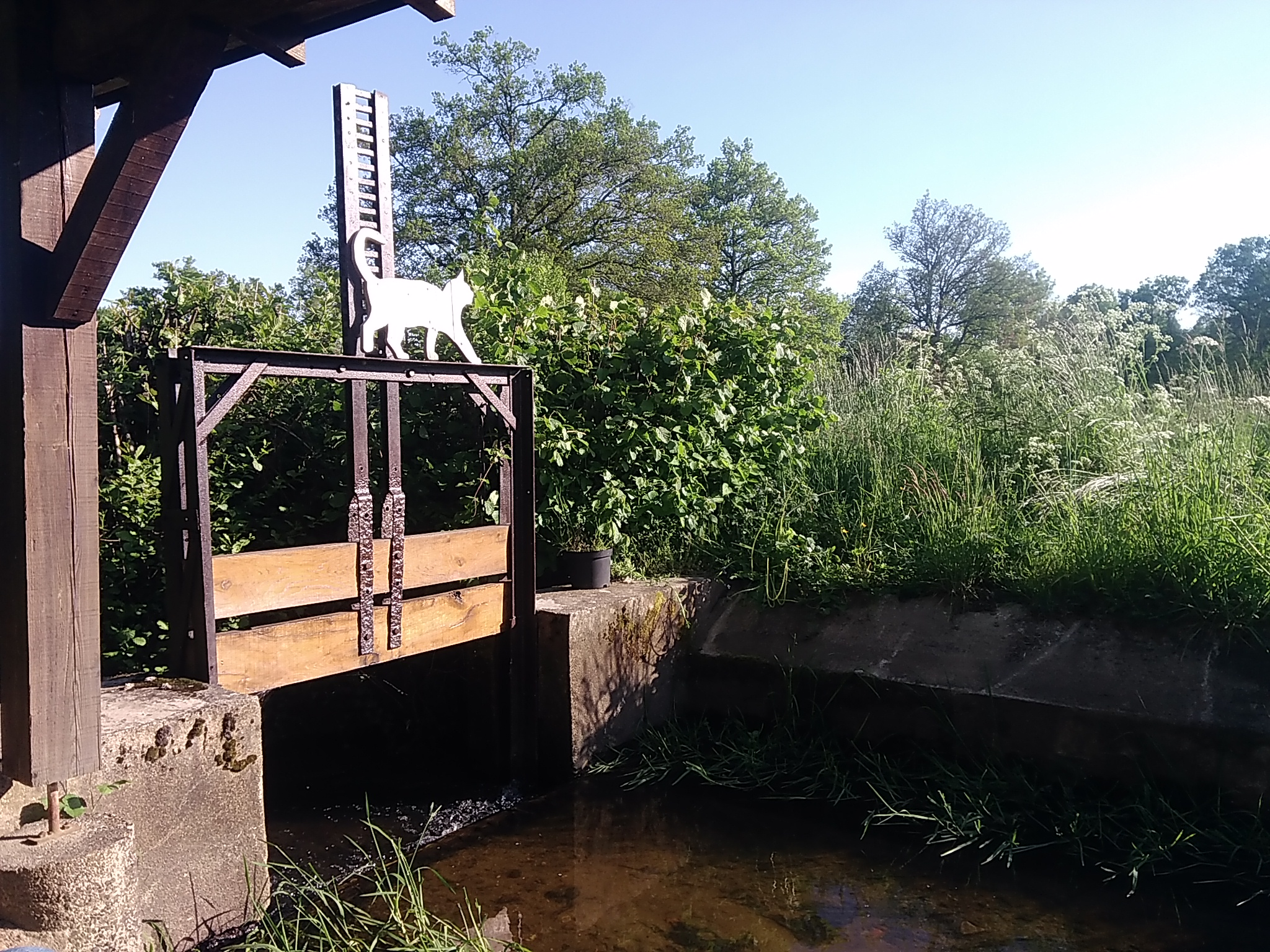
L'écluse du lavoir du Vaillant (2020).
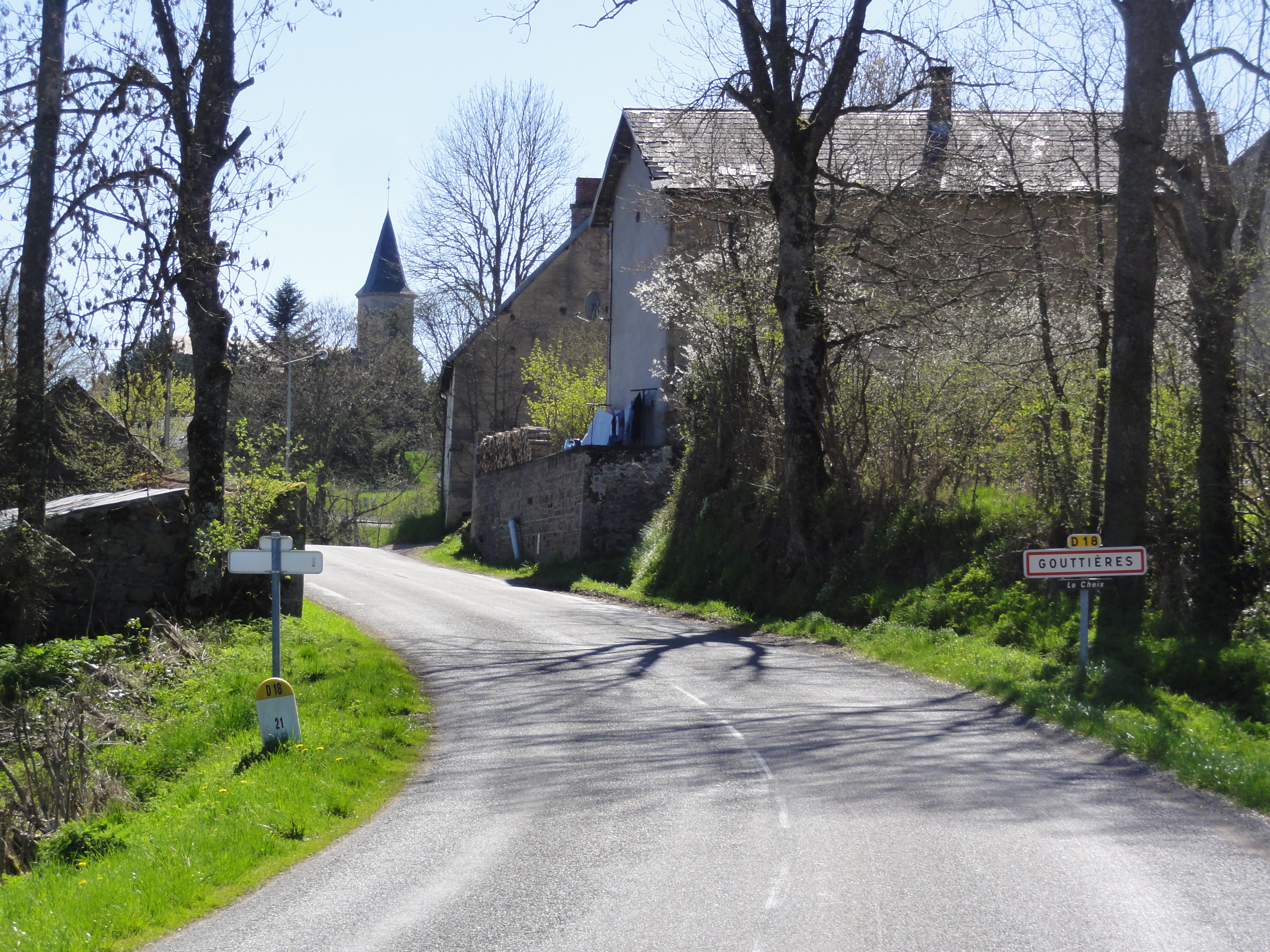
Entrée du Bourg (Le Cheix).
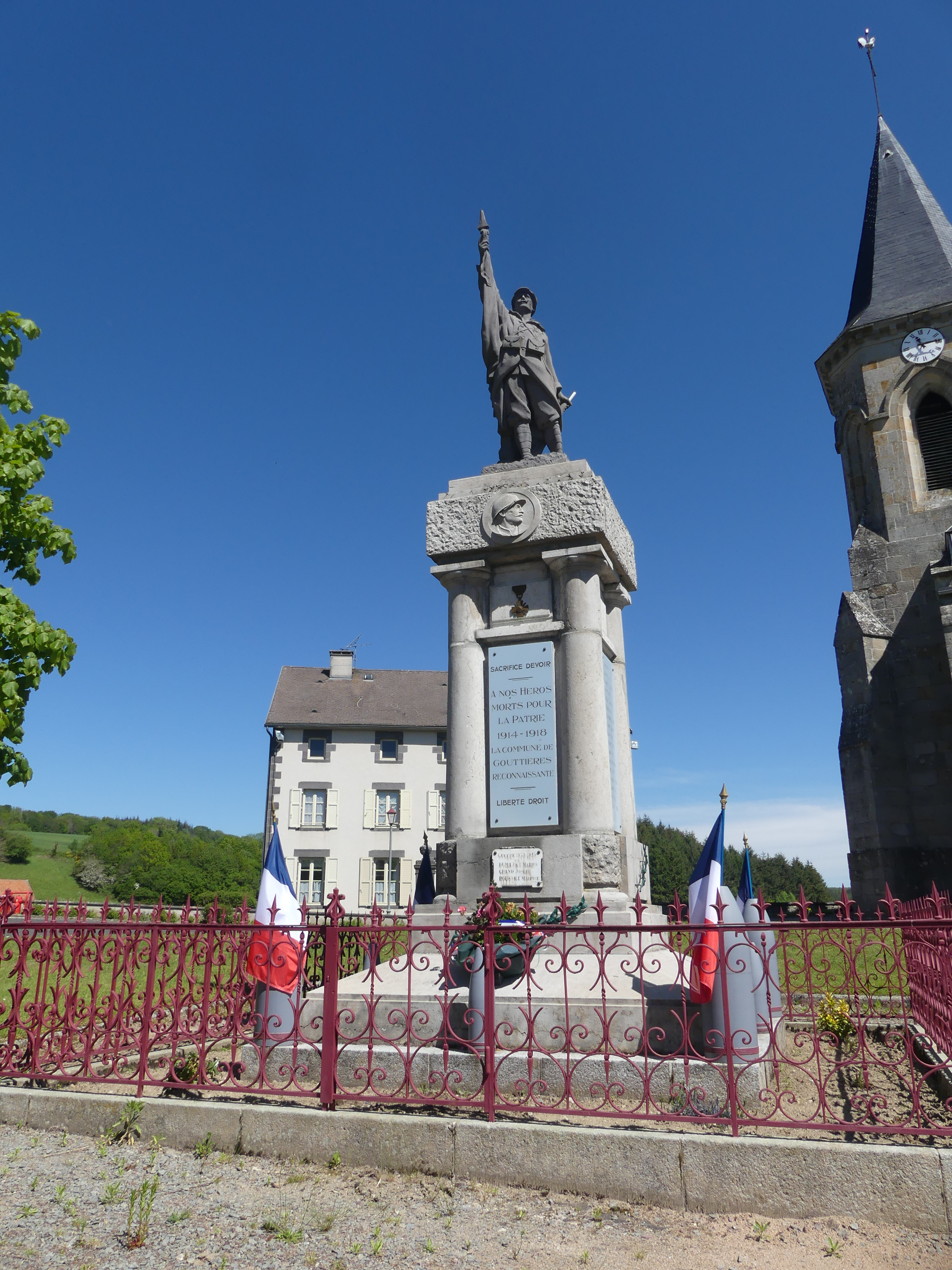
Monument aux morts.
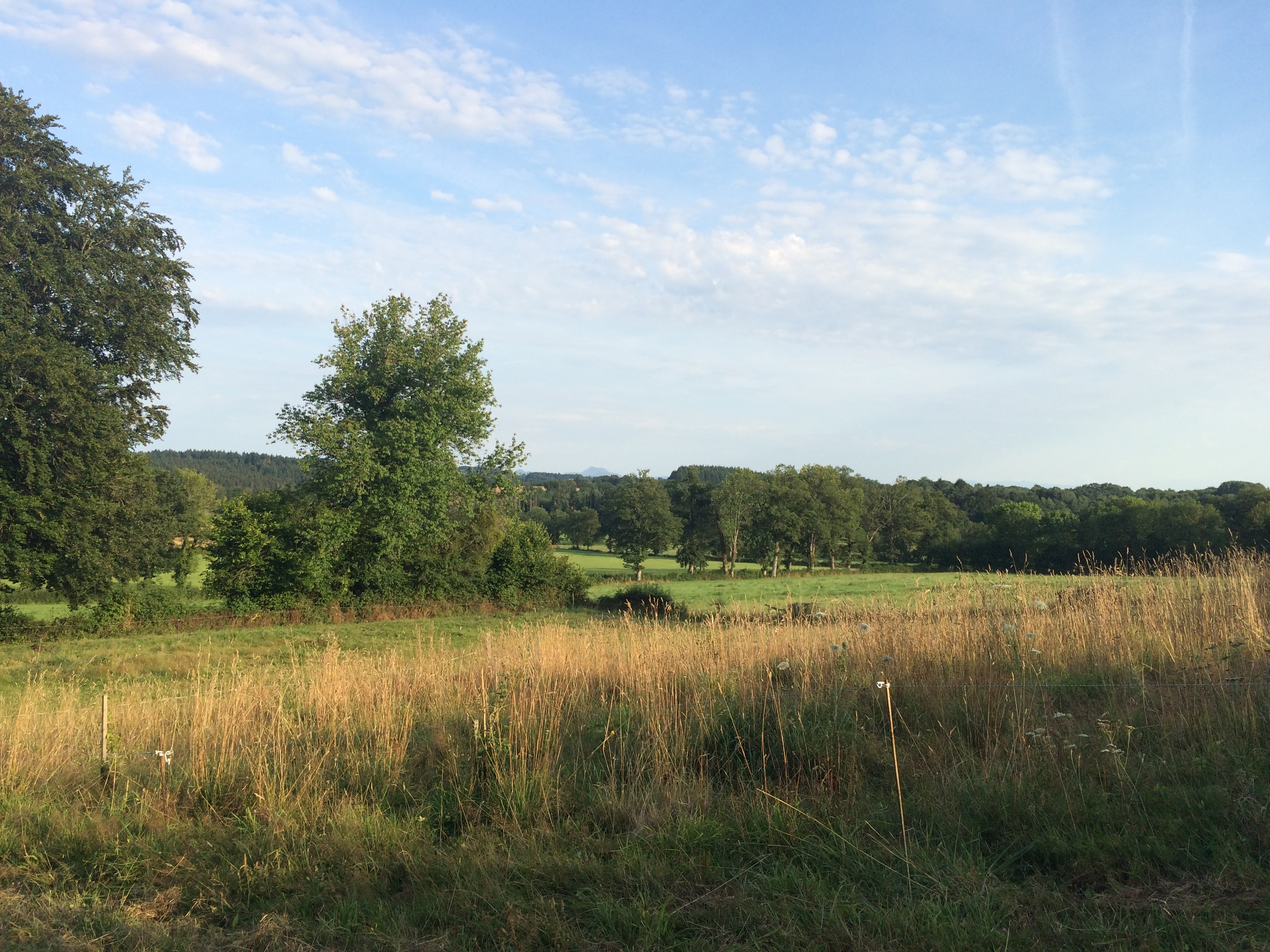
Paysage à Gouttières.

### Lieux-dits
La commune de Gouttières possède de nombreux hameaux et lieux-dits que l'on nomme « villages ». Le Bourg, c'est-à-dire Gouttières, est au centre de la commune et en est le plus important, mais le reste de la commune est occupé par des « villages », noms que l'on donne localement aux hameaux importants dans le centre de la France.
Parmi ces villages peuvent être cités parmi les plus importants Les Bouchauds ou Les Verts au nord ou encore La Peize au sud, etc. De plus petits hameaux et lieux-dits parsèment la commune : La Croizette, Le Chazal, Le Levadoux, Le Masmont, Le Mazet, Le Muratel, Les Quatre routes, Le Reverdel, Les Racauds, etc.

### Voies de communication et transports
La commune est traversée par les routes départementales 18 (reliant Teilhet au nord-est à Espinasse au sud-ouest) et 227 (reliant Saint-Gervais-d'Auvergne au sud-est à Pionsat au nord-ouest), ainsi que par les D 18a (reliant la gare de Gouttières à la D 987 vers Sainte-Christine et Saint-Gervais-d'Auvergne), D 110 (vers Teilhet au nord et Saint-Priest-des-Champs au sud) et D 524 (vers Le Quartier).
La ligne de Lapeyrouse à Volvic traverse également le territoire communal, avec une gare. Tout trafic est suspendu.

### Climat
Pour des articles plus généraux, voir Climat d'Auvergne-Rhône-Alpes et Climat du Puy-de-Dôme.

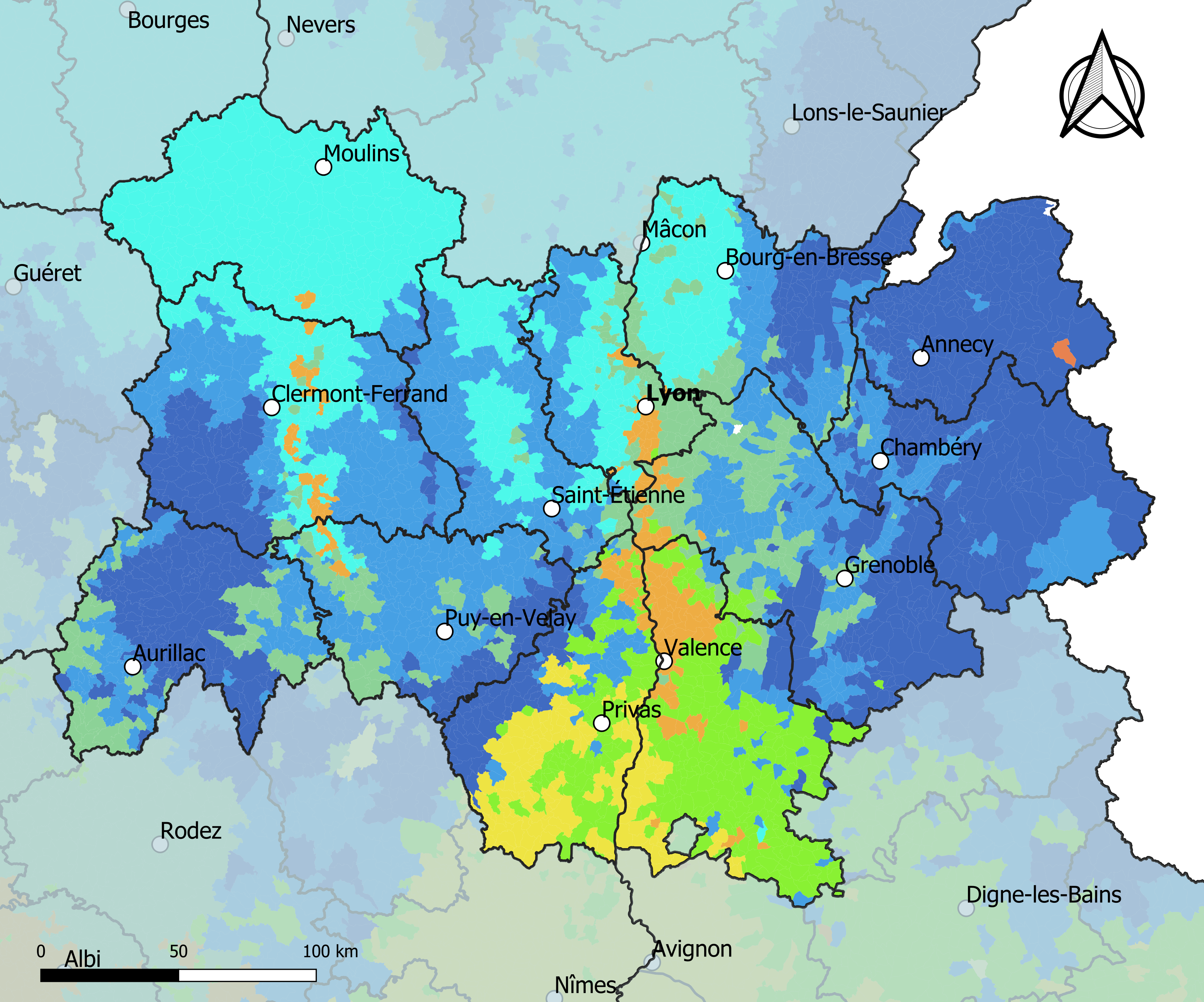
Climats de la région Auvergne-Rhône-Alpes. Gouttières a le même climat que le département de l'Allier tout proche (climat océanique dégradé des plaines du Centre et du Nord).

En 2010, le climat de la commune est de type climat océanique dégradé des plaines du Centre et du Nord, selon une étude du Centre national de la recherche scientifique (CNRS) s'appuyant sur une série de données couvrant la période 1971-2000.
En 2020, Météo-France publie une typologie des climats de la France métropolitaine dans laquelle la commune est exposée à un climat de montagne ou de marges de montagne et est dans la région climatique  Ouest et nord-ouest du Massif Central, caractérisée par une pluviométrie annuelle de 900 à 1 500 mm, maximale en automne et en hiver.
Pour la période 1971-2000, la température annuelle moyenne est de 9,5 °C, avec une amplitude thermique annuelle de 15 °C. Le cumul annuel moyen de précipitations est de 904 mm, avec 11,6 jours de précipitations en janvier et 7,9 jours en juillet. Pour la période 1991-2020, la température moyenne annuelle observée sur la station météorologique de Météo-France la plus proche, « Saint-Gervais-d'Auvergne », sur la commune de Saint-Gervais-d'Auvergne à 5 km à vol d'oiseau, est de 9,8 °C et le cumul annuel moyen de précipitations est de 825,6 mm,. Pour l'avenir, les paramètres climatiques de la commune estimés pour 2050 selon différents scénarios d'émission de gaz à effet de serre sont consultables sur un site dédié publié par Météo-France en novembre 2022.

## Urbanisme

### Typologie
Au 1er janvier 2024, Gouttières est catégorisée commune rurale à habitat très dispersé, selon la nouvelle grille communale de densité à sept niveaux définie par l'Insee en 2022.
Elle est située hors unité urbaine. Par ailleurs la commune fait partie de l'aire d'attraction de Saint-Éloy-les-Mines, dont elle est une commune de la couronne,. Cette aire, qui regroupe 15 communes, est catégorisée dans les aires de moins de 50 000 habitants,.

### Occupation des sols
L'occupation des sols de la commune, telle qu'elle ressort de la base de données européenne d’occupation biophysique des sols Corine Land Cover (CLC), est marquée par l'importance des territoires agricoles (70,5 % en 2018), une proportion sensiblement équivalente à celle de 1990 (70,1 %). La répartition détaillée en 2018 est la suivante : prairies (42,5 %), forêts (29,5 %), zones agricoles hétérogènes (25,8 %), terres arables (2,2 %). L'évolution de l’occupation des sols de la commune et de ses infrastructures peut être observée sur les différentes représentations cartographiques du territoire : la carte de Cassini (XVIIIe siècle), la carte d'état-major (1820-1866) et les cartes ou photos aériennes de l'IGN pour la période actuelle (1950 à aujourd'hui).

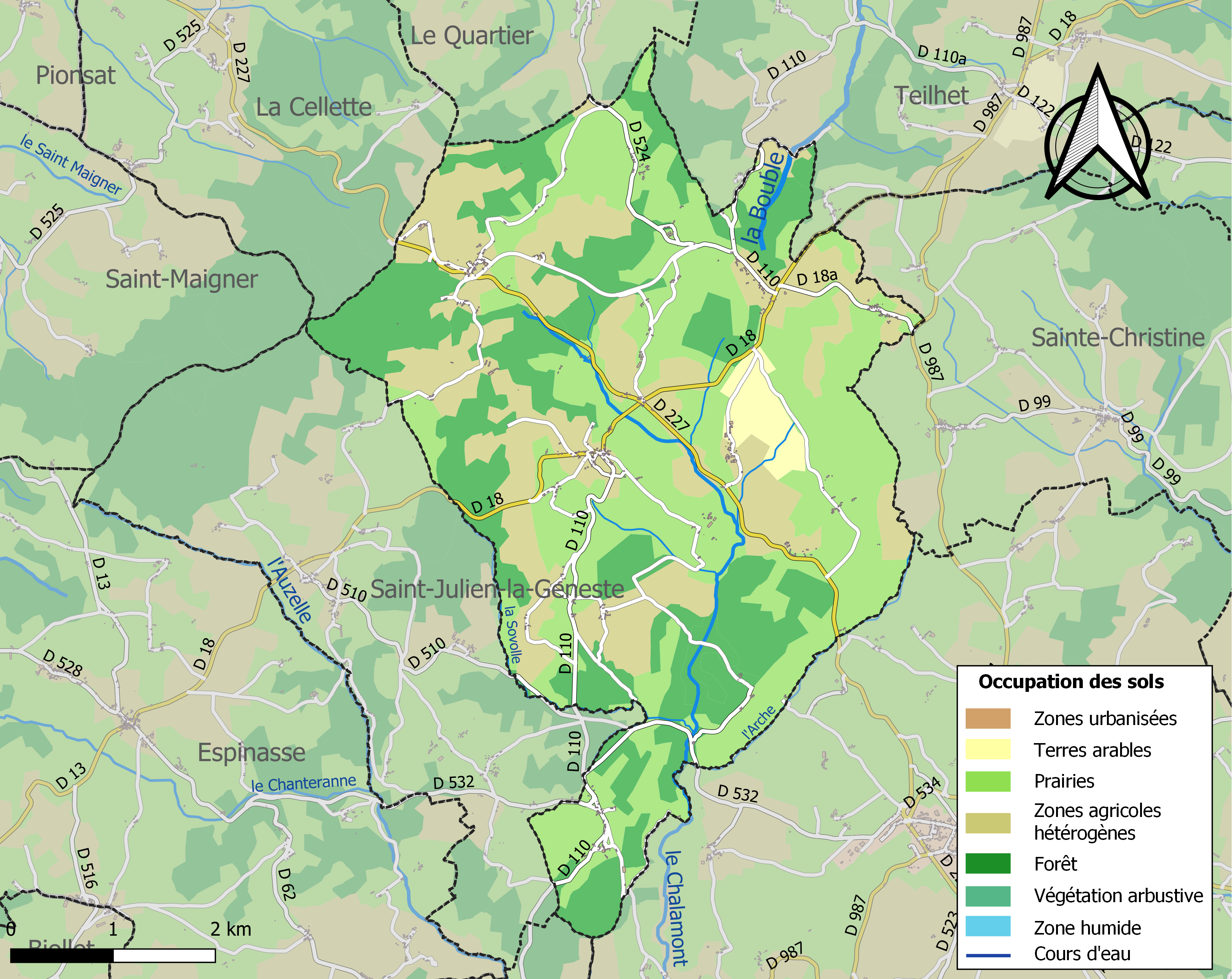
Carte des infrastructures et de l'occupation des sols de la commune en 2018 (CLC).

## Toponymie

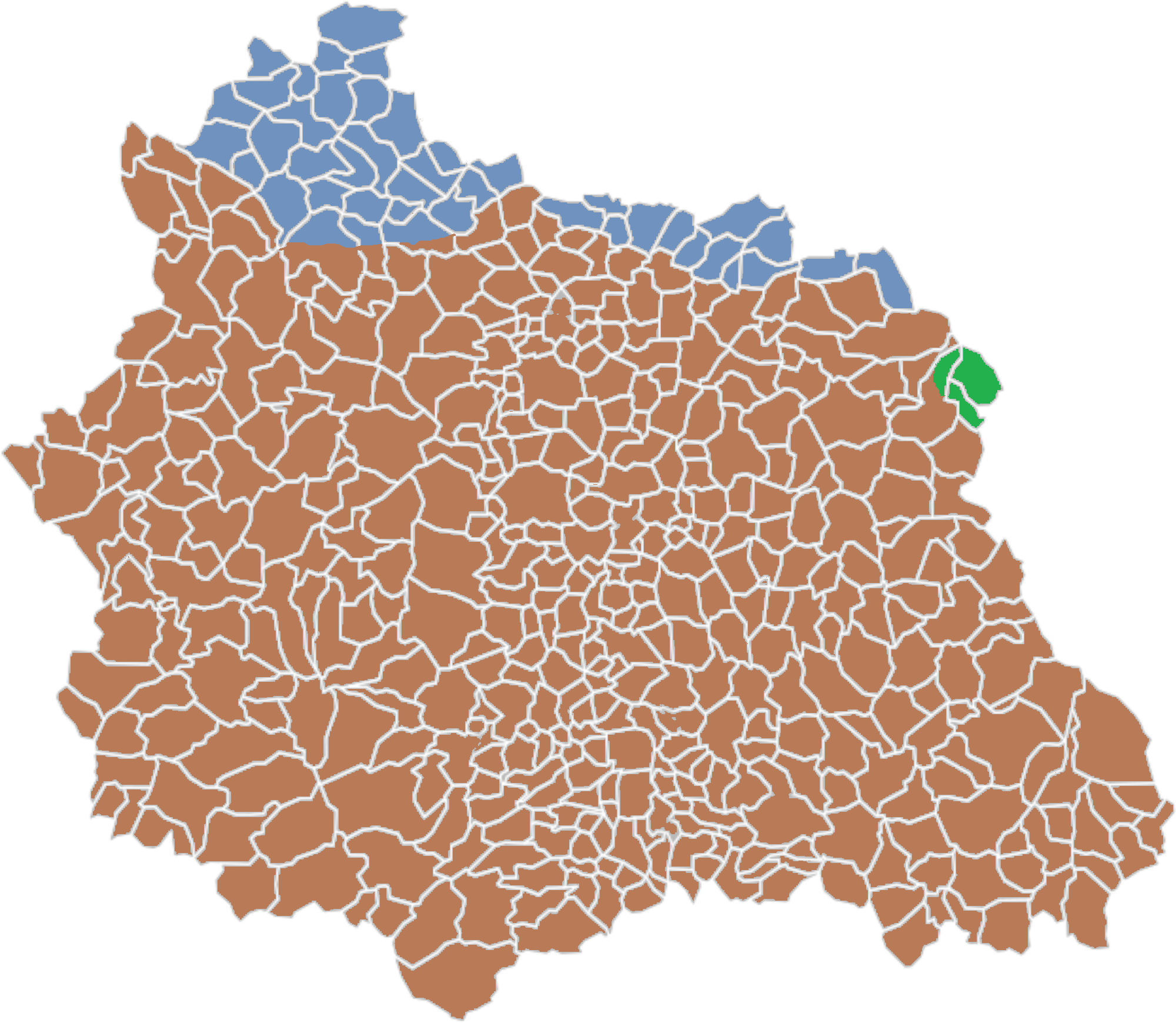
Carte linguistique du Puy-de-Dôme (Atlas sonore des langues régionales, CNRS). En bleu clair : les parlers arverno-bourbonnais (Croissant) ; en marron : le nord-occitan ; en vert : l'arpitan.

Selon Ernest Nègre, le nom de la commune vient du latin Gutta signifiant « les gouttes », « les sources coulant au goutte-à-goutte » et qui évoluera au Moyen Âge sous sa forme occitane Gota. En effet, la commune abrite les sources de deux principales rivières, le Chalamont et la Bouble.
Dans le parler arverno-bourbonnais local, le nom du village est Gotire en graphie classique du Croissant [prononcé : /gutʃi:ɾ'/] et Goutire en graphie française. Le gentilé dans cette même langue est Gotiraud et Gotiraude. La commune fait, en effet, partie de l'aire linguistique du Croissant bourbonnais, zone où le parler est de transition entre la langue occitane et la langue d'oïl.

## Histoire

### Antiquité
Des vestiges gallo-romains ont été trouvés sur le territoire de Gouttières. Notamment des mines d'or au Montagard et dans les bois de Magnalet qui datent du second âge du fer, moment correspondant à la période celtique,
De même de nombreux morceaux de tuiles, tessons gallo-romains mais également des coffres funéraires ont été trouvés dans divers hameaux, témoignant ainsi de la présence romaine sur la commune.

### Période médiévale

Armes d'Archambaud IX de Bourbon et de la première maison de Bourbon qui apparaissent pour la première fois sur l'acte de partage de Gouttières de 1247.

En 1165, l'église Saint-Pierre de Gouttières est pour un temps rattachée à l'abbaye de Mozac avant de repasser à l'abbaye de Menat. La seigneurie appartient à la maison des Rochedragon au XIIe siècle.
EN 1247, la seigneurie de Gouttières est partagée entre Archambaud IX de Bourbon, qui en a la plus grande partie, et Alphonse de Poitiers, comte de Poitiers et frère du roi saint Louis.
Le comte Alphonse établit à ce moment une prévôté à Gouttières dont le bailliage s'étend à toutes les paroisses aux alentours du village (ex. Saint-Julien-la-Geneste, etc). Au même moment, le sergent d'armes Richard de Gouttières rendit hommage à Alphonse pour les terres qu'il possédait dans le bailli de Goteyras.
Par la suite, à la mort d'Archambaud IX de Bourbon, une grande partie de la seigneurie de Gouttières passe à sa fille Mathilde II de Bourbon et à son époux Eudes de Nevers. Pendant quelques années le village fera partie des terres du comte de Nevers dans les années 1250-1260.
Au XIIIe siècle, au hameau de La Peize une commanderie de l'ordre de Saint-Jean de Jérusalem fut construite, cette dernière dépendait de celle de Tortebesse, près d'Herment. En 1247, le seigneur de Rochedragon donna à des chevaliers hospitaliers d'importantes terres dans les environs.
Durant la guerre de Cent Ans des soldats anglais se sont installés dans l'actuelle commune de Gouttières comme en témoignent certains patronymes.

### Période moderne et contemporaine

Sous l'Ancien Régime, Gouttières fait partie de la Généralité de Moulins et de l'élection de Gannat.

Au XVIe siècle, le village passe à la famille de Chazeron. Au XVIIe elle passe à Jean-Jacques de Mascon et le siècle suivant à Jean de Mayet. Jusqu'à la Révolution française, la majeure partie de Gouttières appartiendra aux seigneurs du Mayet de La Villatelle.
Sous l'Ancien Régime, Gouttières faisait partie de l'ancienne Généralité de Moulins et de son élection de Gannat. La commune se trouvait tant en Auvergne qu'en Bourbonnais selon les périodes.

#### Révolution française
Sous la révolution des actes « anti-révolutionnaires » eurent lieu : des arbres de la liberté furent arrachés peu après leur installation et le prêtre refusa de prêter serment à la constitution et se réfugia au hameau du Regheat pour éviter des représailles.

#### XIXe siècle

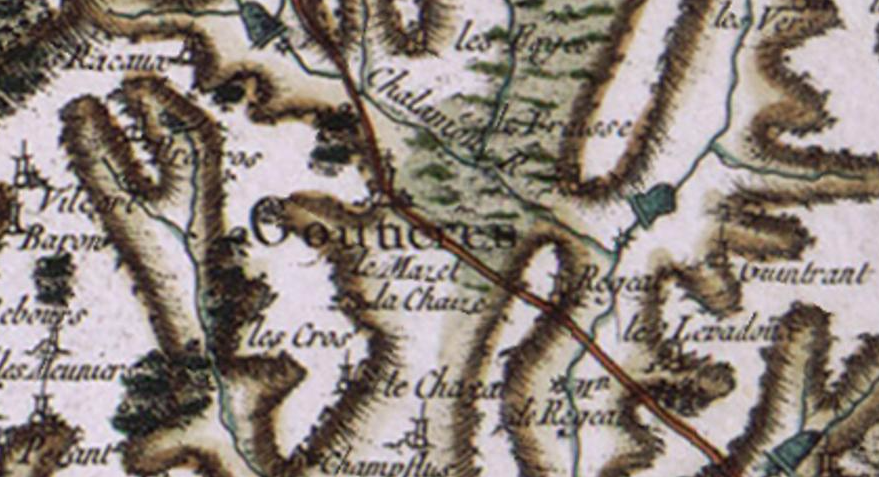
Gouttières sur la carte de Cassini (XVIIIe siècle), section d'Evaux-les-Bains. BnF.

Au cours du XIXe siècle le village de la Peize, situé à l'extrême-sud de la commune abritait des carrières de grès fortement utilisées dans la construction à une échelle locale et ce depuis des siècles,. Au Levadoux le granite local a servi à la construction du viaduc des Fades qui a pendant longtemps été le pont le plus haut du monde.
À l'instar de la Peize, de nombreux autres villages voient des mines de charbon s'installer sur leurs territoires dans ce que l'on appelle le sillon houiller d'Auvergne. Ces mines bien que présentes sur l'ensemble de la commune et ayant eu une forte importance lors de leurs exploitation ne furent qu'éphémères et ne durèrent pas dans le temps. Ils ne reste que peu de vestiges de ces dernières sur la commune. Certains éléments d'équipements sont exposés à la maison de la mine de Saint-Eloy-les-Mines.

#### L'arrivée du chemin de fer et la ligne de Montluçon à Gouttières

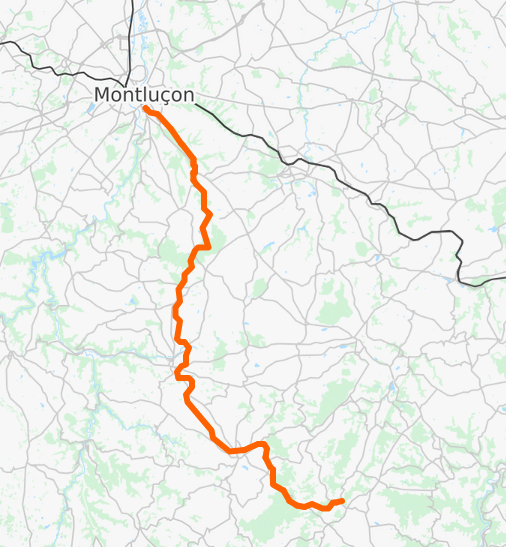
Tracé de l'ancienne ligne ferroviaire de Montluçon à Gouttières.

Le 17 juin 1892, la Compagnie du chemin de fer de Paris à Orléans obtient par une convention signée avec le ministre des Travaux publics la concession à titre définitif de la ligne à voie métrique de Gouttières à Létrade (études menées par l'ingénieur des Ponts et Chaussées Albert de Préaudeau). Cette convention a été entérinée par une loi le 20 mars 1893. Toutefois, ce projet ne sera pas réalisé, remplacé par une liaison directe entre Montluçon et Gouttières.
Néanmoins il faudra attendre le 16 décembre 1919 pour que son tracé définitif soit approuvé, ce retard étant dû à la Première Guerre mondiale.
Cette dernière mesurait environ 43 km de Montluçon jusqu'à la gare de Gouttières, un des villages les plus importants de la commune au début du XXe siècle. Actuellement la ligne n'est plus utilisée et est laissée en « voie verte ».

#### La Seconde Guerre mondiale
Au lieu-dit Coterue, petit hameau de quelques maisons fut installé en 1933 une ligne électrique pour desservir les habitants. Pendant la seconde guerre mondiale les maquisards y réalisèrent secrètement une station d'alimentation pour pouvoir recevoir l'électricité dans leur abri et alimenter les dispositifs d'alerte du camp situé non loin sur la commune de Saint-Julien-la-Geneste. Le 17 mai 1944 le lieu fut le siège du maquis « Trentaine-de-Commandement de Saint-Gervais ». À peine deux mois plus tard l'armée allemande et la milice ratissent le lieu pour y découvrir les résistants et tombent sur le matériel de ces derniers. Le feu est mis au village.
Des parachutages de matériel eurent lieu à divers endroits de la commune et en proximité des grands-bois dans le but d'approvisionner les maquisards.

## Politique et administration

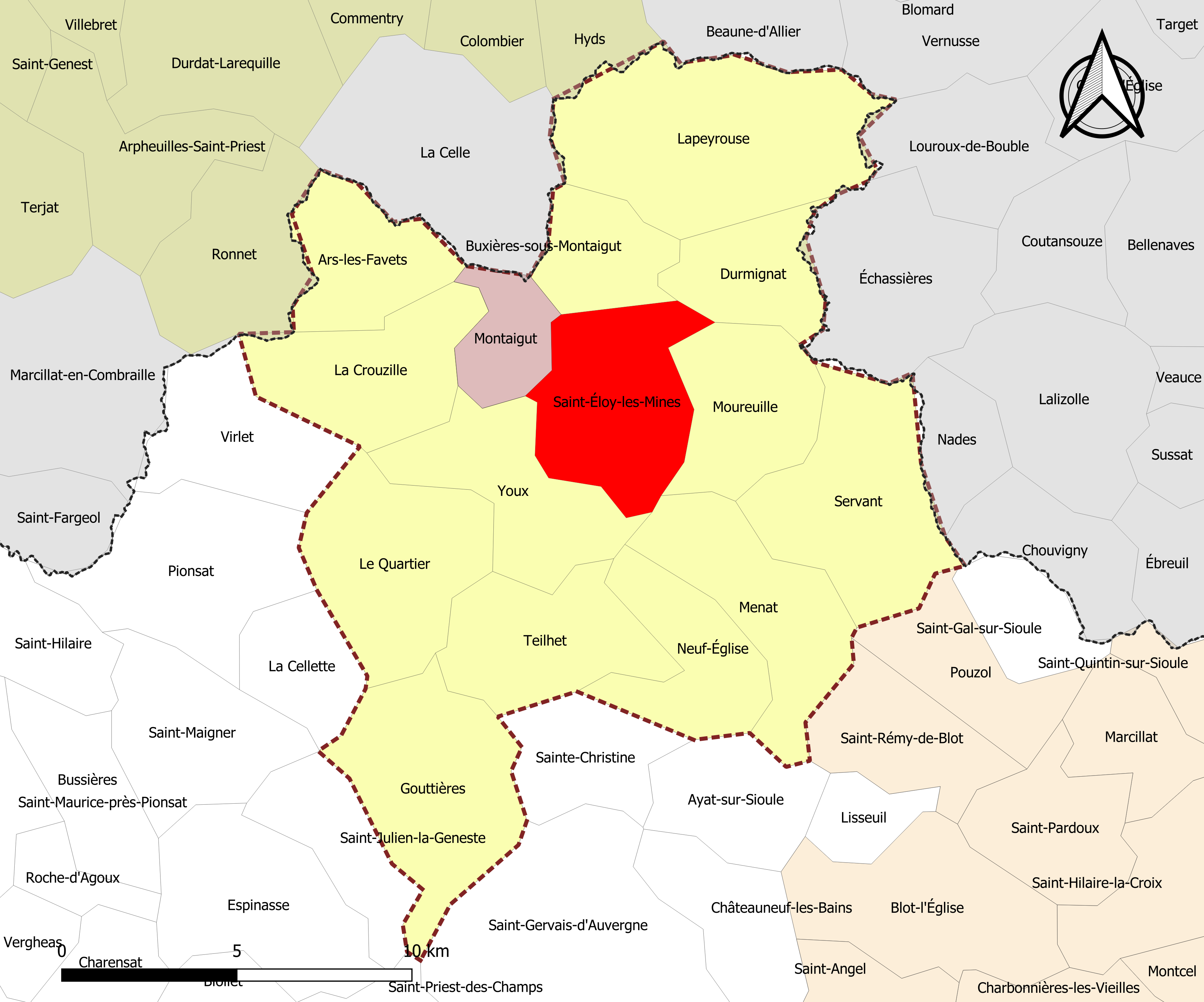
Couronne de la ville de Saint-Eloy-les-Mines dont Gouttières fait partie (INSEE 2020).

Gouttières appartient à l'aire d'attraction et à la couronne de Saint-Eloy-les-Mines.

### Découpage territorial
La commune de Gouttières est membre de la communauté de communes du Pays de Saint-Éloy, un établissement public de coopération intercommunale (EPCI) à fiscalité propre créé le 1er janvier 2017 dont le siège est à Saint-Éloy-les-Mines. Ce dernier est par ailleurs membre d'autres groupements intercommunaux. Jusqu'au 31 décembre 2016, elle faisait partie de la communauté de communes Cœur de Combrailles.
Sur le plan administratif, elle est rattachée à l'arrondissement de Riom, à la circonscription administrative de l'État du Puy-de-Dôme et à la région Auvergne-Rhône-Alpes. Elle faisait partie du canton de Saint-Gervais-d'Auvergne jusqu'en mars 2015.
Sur le plan électoral, elle dépend du canton de Saint-Éloy-les-Mines pour l'élection des conseillers départementaux, depuis le redécoupage cantonal de 2014 entré en vigueur en 2015, et de la deuxième circonscription du Puy-de-Dôme pour les élections législatives, depuis le dernier découpage électoral de 2010 (sixième circonscription avant 2010).

### Élections municipales et communautaires

#### Élections de 2020
Le conseil municipal de Gouttières, commune de moins de 1 000 habitants, est élu au scrutin majoritaire plurinominal à deux tours avec candidatures isolées ou groupées et possibilité de panachage. Compte tenu de la population communale, le nombre de sièges à pourvoir lors des élections municipales de 2020 est de 11. La totalité des candidats en lice est élue dès le premier tour, le 15 mars 2020, avec un taux de participation de 62,46 %.

#### Chronologie des maires
| Période                                  | Période                   | Identité               | Étiquette      | Qualité |
| ---------------------------------------- | ------------------------- | ---------------------- | -------------- | ------- |
| Les données manquantes sont à compléter. |                           |                        |                |         |
| avant 1988                               | ?                         | Daniel Beaufort        |                |         |
| juin 1995                                | mars 2014                 | Jean-Pierre Charvillat | DVG            |         |
| mars 2014                                | En cours (au 2 juin 2020) | Daniel Cluzel          | Sans étiquette |         |

## Population et société

### Démographie
L'évolution du nombre d'habitants est connue à travers les recensements de la population effectués dans la commune depuis 1793. Pour les communes de moins de 10 000 habitants, une enquête de recensement portant sur toute la population est réalisée tous les cinq ans, les populations de référence des années intermédiaires étant quant à elles estimées par interpolation ou extrapolation. Pour la commune, le premier recensement exhaustif entrant dans le cadre du nouveau dispositif a été réalisé en 2008.

En 2022, la commune comptait 310 habitants, en évolution de −11,93 % par rapport à 2016 (Puy-de-Dôme : +2,1 %, France hors Mayotte : +2,11 %).
| 1793 | 1800 | 1806 | 1821 | 1831 | 1836 | 1841 | 1846 | 1851  |
| ---- | ---- | ---- | ---- | ---- | ---- | ---- | ---- | ----- |
| 746  | 688  | 705  | 770  | 799  | 867  | 934  | 971  | 1 008 |

| 1856 | 1861 | 1866 | 1872 | 1876 | 1881 | 1886 | 1891 | 1896 |
| ---- | ---- | ---- | ---- | ---- | ---- | ---- | ---- | ---- |
| 907  | 903  | 908  | 930  | 882  | 926  | 942  | 899  | 924  |

| 1901 | 1906 | 1911  | 1921 | 1926 | 1931 | 1936 | 1946 | 1954 |
| ---- | ---- | ----- | ---- | ---- | ---- | ---- | ---- | ---- |
| 954  | 982  | 1 035 | 878  | 834  | 820  | 800  | 667  | 654  |

| 1962 | 1968 | 1975 | 1982 | 1990 | 1999 | 2006 | 2008 | 2013 |
| ---- | ---- | ---- | ---- | ---- | ---- | ---- | ---- | ---- |
| 572  | 538  | 463  | 381  | 381  | 386  | 368  | 363  | 357  |

| 2018 | 2022 | - | - | - | - | - | - | - |
| ---- | ---- | - | - | - | - | - | - | - |
| 333  | 310  | - | - | - | - | - | - | - |

## Culture locale et patrimoine

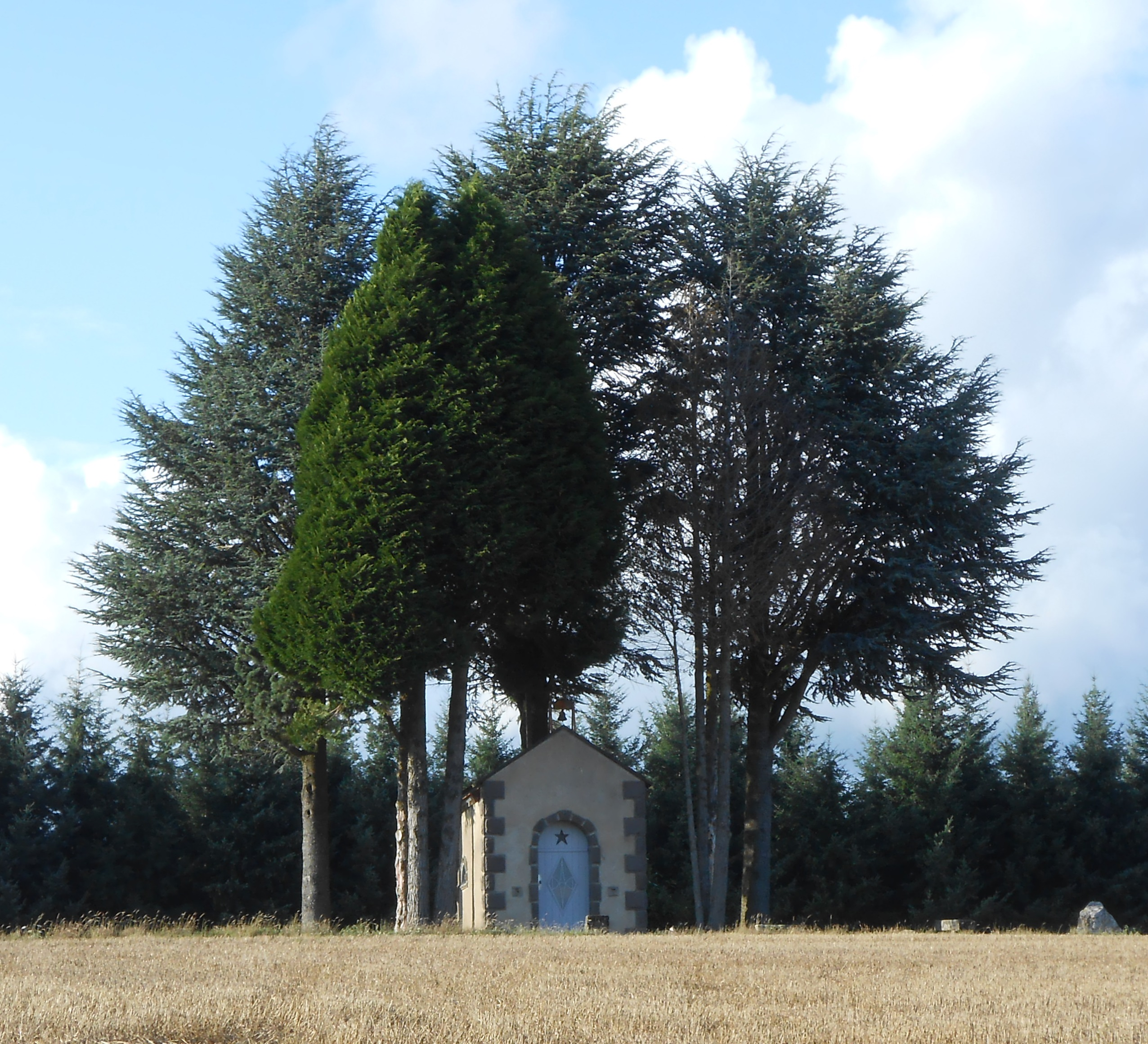
Chapelle Notre-Dame des Blés.

### Lieux et monuments

#### Le Montagard

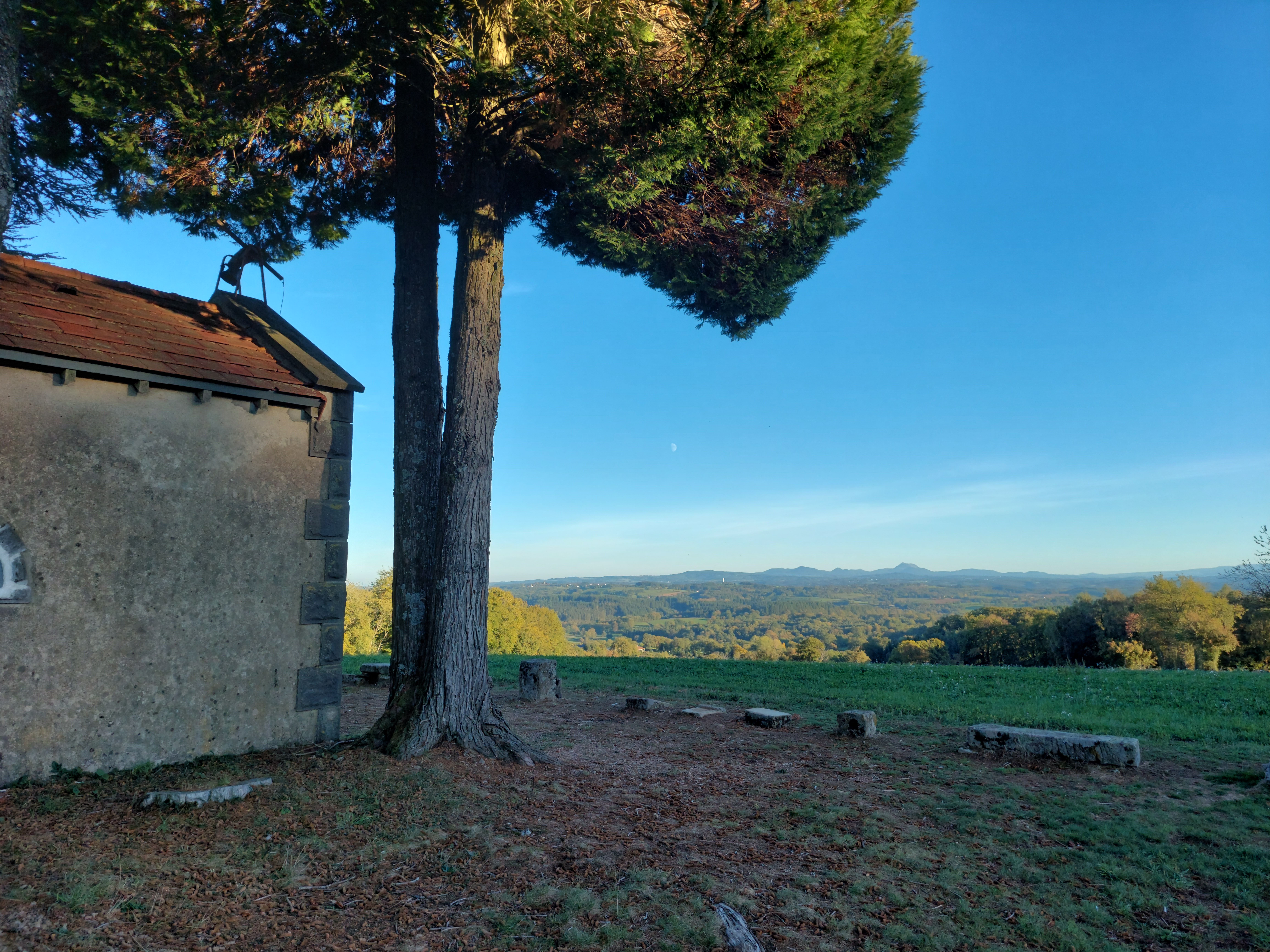
Vue vers le sud depuis la chapelle

Haute colline dominant les environs du bourg de Gouttières et ayant à son sommet la chapelle Notre-Dame des Blés. Son altitude est de 737 m et de à son sommet une vue panoramique donne sur une grande partie du département du Puy-de-Dôme ; s'y retrouvent les Combrailles, la chaîne des Puys et le Puy de Dôme, les Monts Dore avec le Sancy et son massif ainsi que les Monts du Forez. Au nord, la vue donne sur le nord de la commune dominé par la crête qui culmine à 804 m dans les Grands Bois. Une table d'orientation y a été installée en 2020.

#### Chapelle Notre-Dame-des-Blés
À l'origine une ancienne coutume voulait que les paysans de la région fissent bénir des épis de blés au sommet de la colline dans le but d'avoir de fructueuses récoltes. Dans les années 1950 à la suite de nombreuses demandes de paroissiens réussirent à convaincre le prêtre de la paroisse, qui alors n'était composé que de Gouttières, d'édifier à son sommet une chapelle. Le projet est accepté par l'évêque de Clermont, Pierre de La Chanonie, qui vient lui-même visiter les lieux et attribue au site le nom de Notre-Dame des Blés. L'édifice sera inauguré le 11 octobre 1959.
La chapelle Notre-Dame-des-Blés, aussi appelée chapelle du Montagard, se trouve au sommet d'une colline qui domine le village et toute la région. Des explications sur l'existence et l'histoire de cette chapelle sont données par une table panoramique. Pour s'y rendre, le mieux est de laisser la voiture au départ de la deuxième route à droite après l'église et de marcher un peu ; on peut aussi laisser la voiture 500 m plus loin, au début du chemin qui mène à la chapelle.

#### Église Saint-Pierre de Gouttières

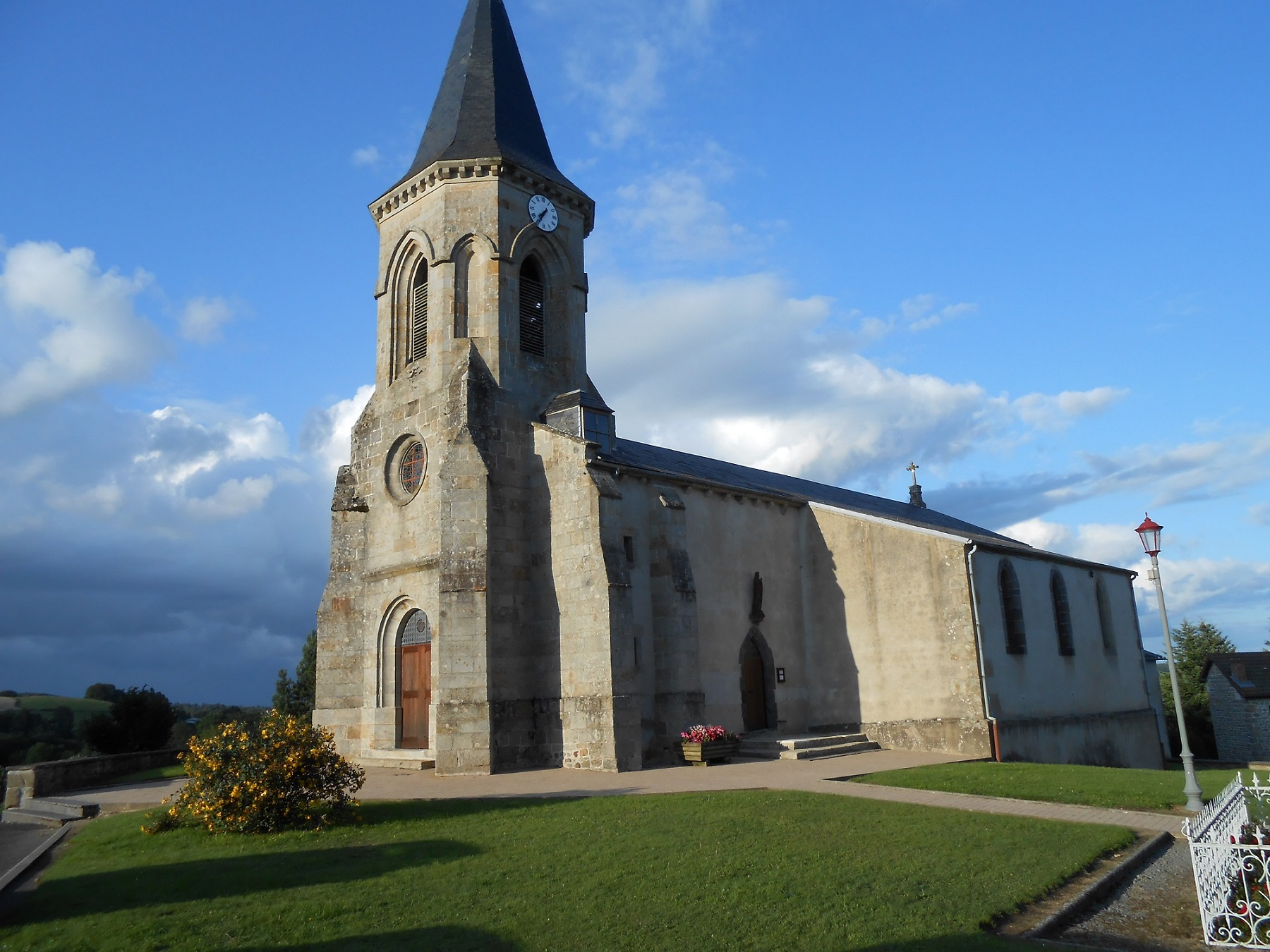
Vue générale de l'église Saint-Pierre de Gouttières.
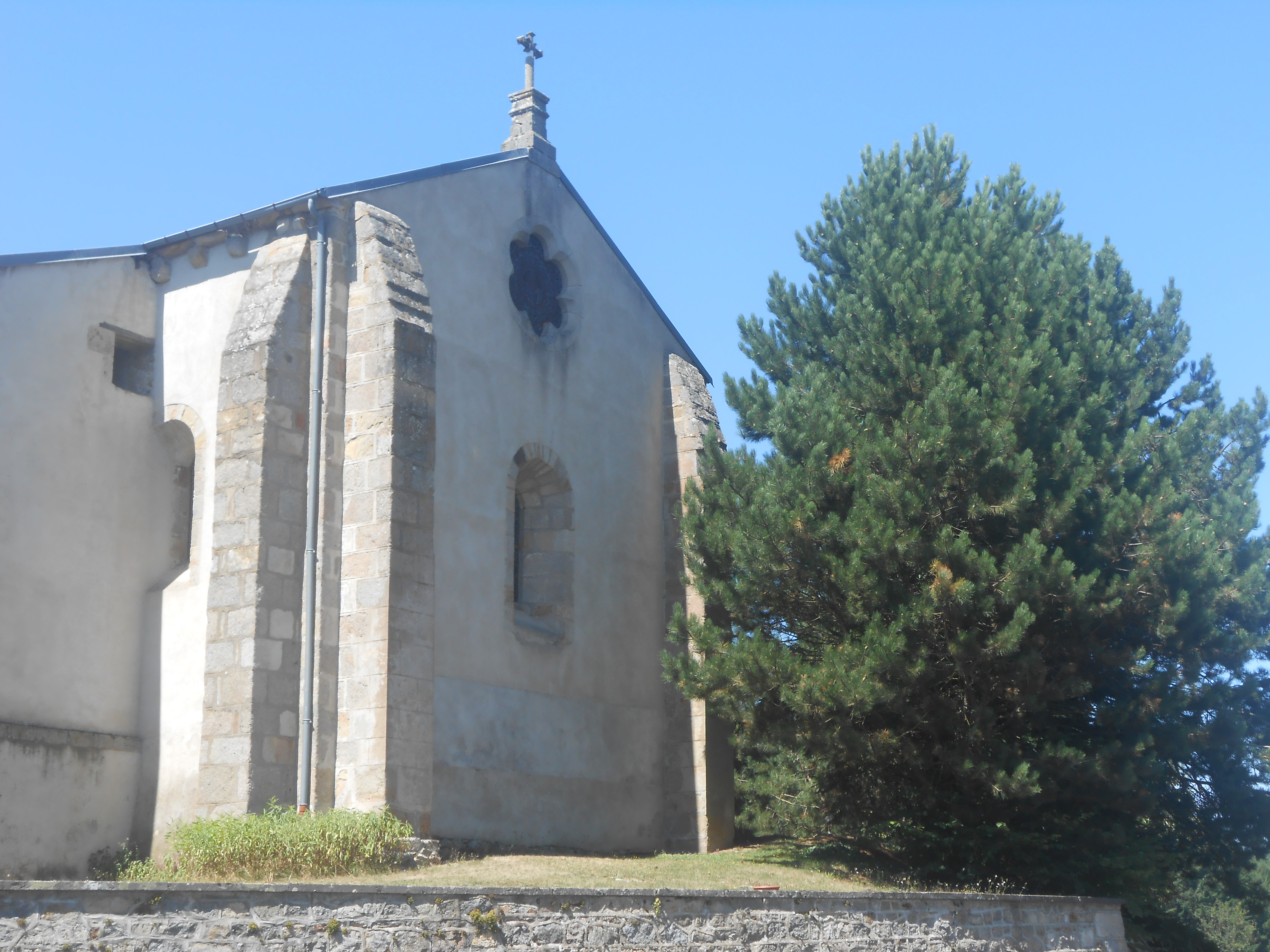
Chevet roman de l'église Saint-Pierre.
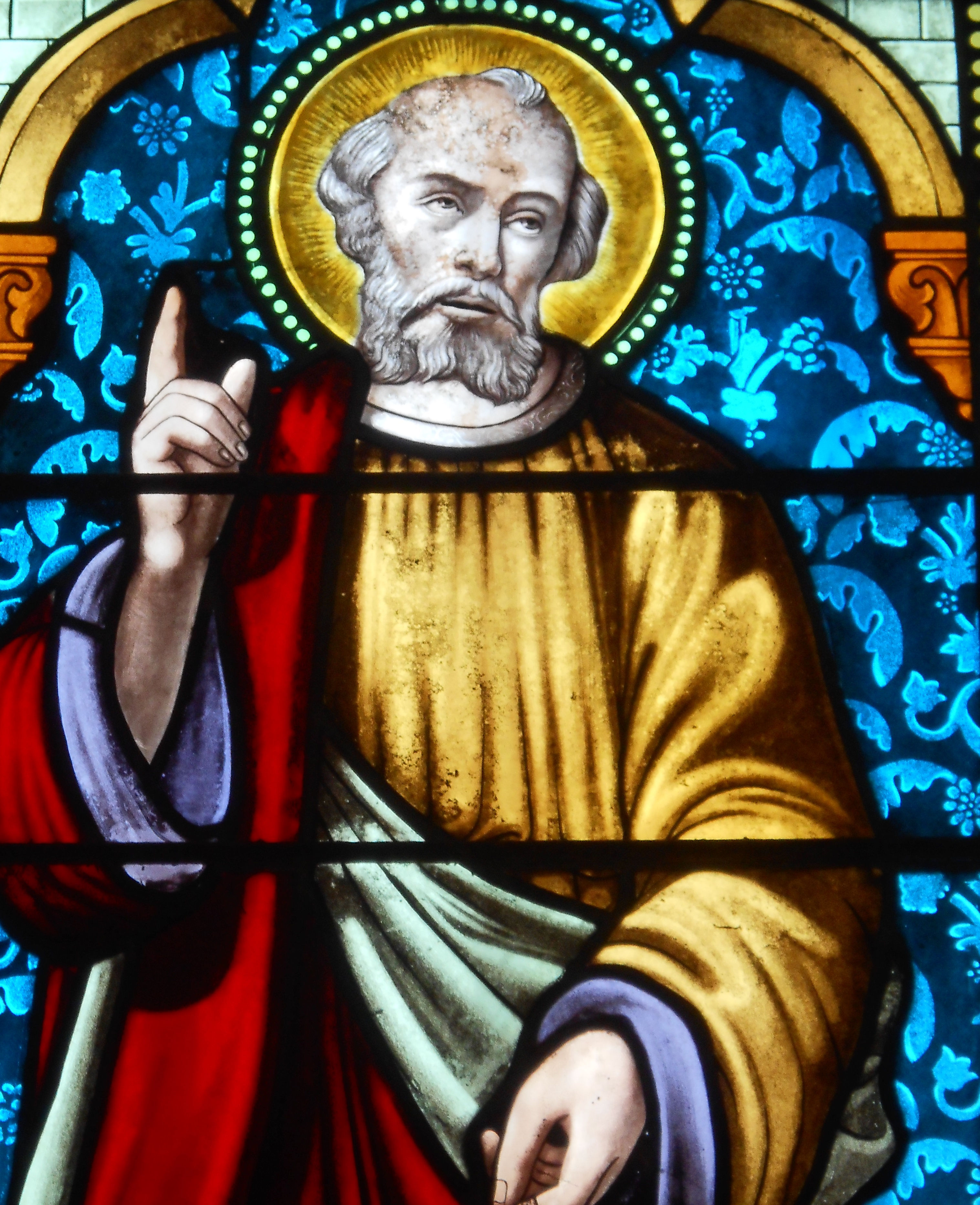
Vitrail représentant saint Pierre.
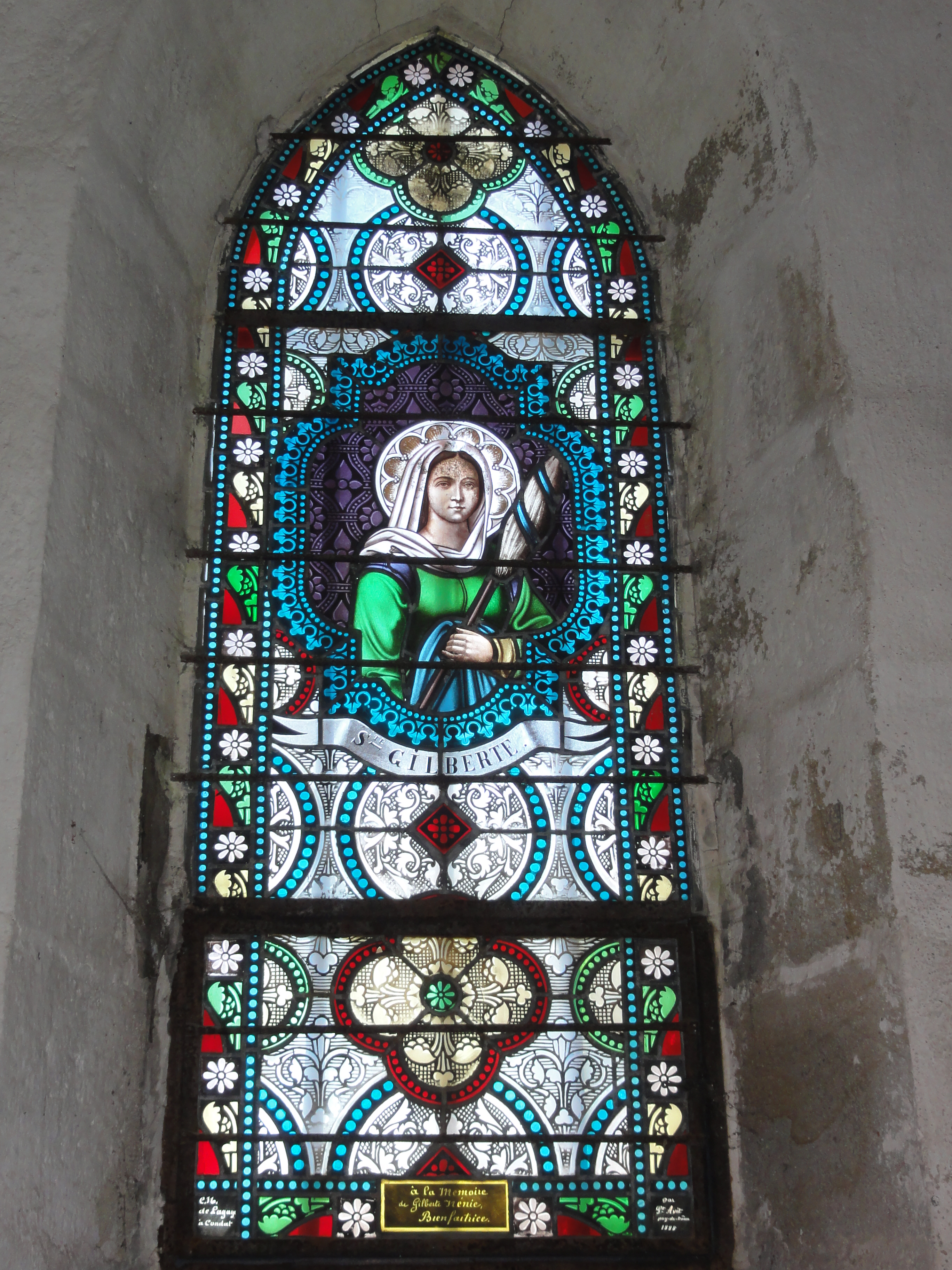
Vitrail de sainte Gilberte.
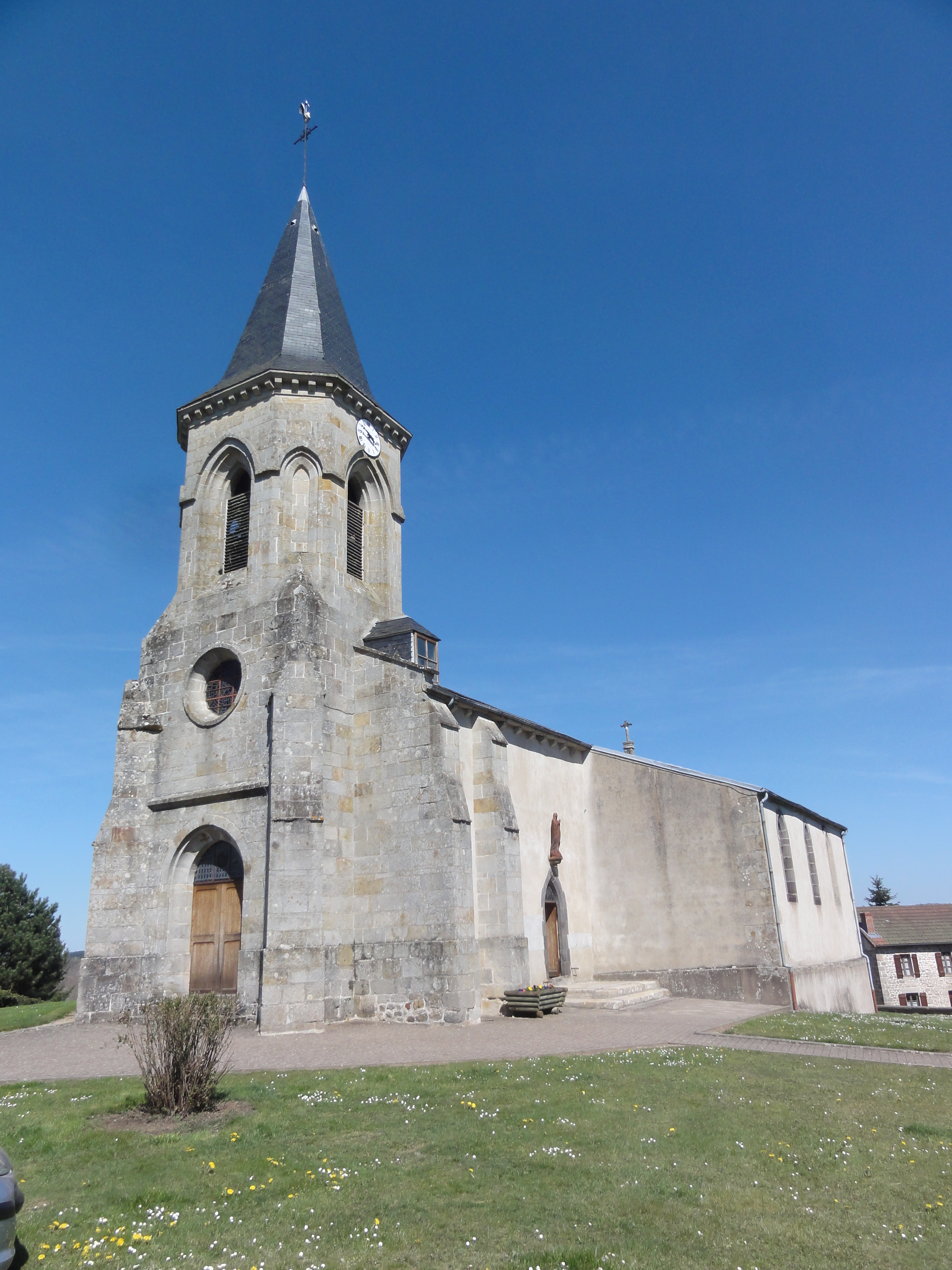
Clocher de l'église Saint-Pierre.
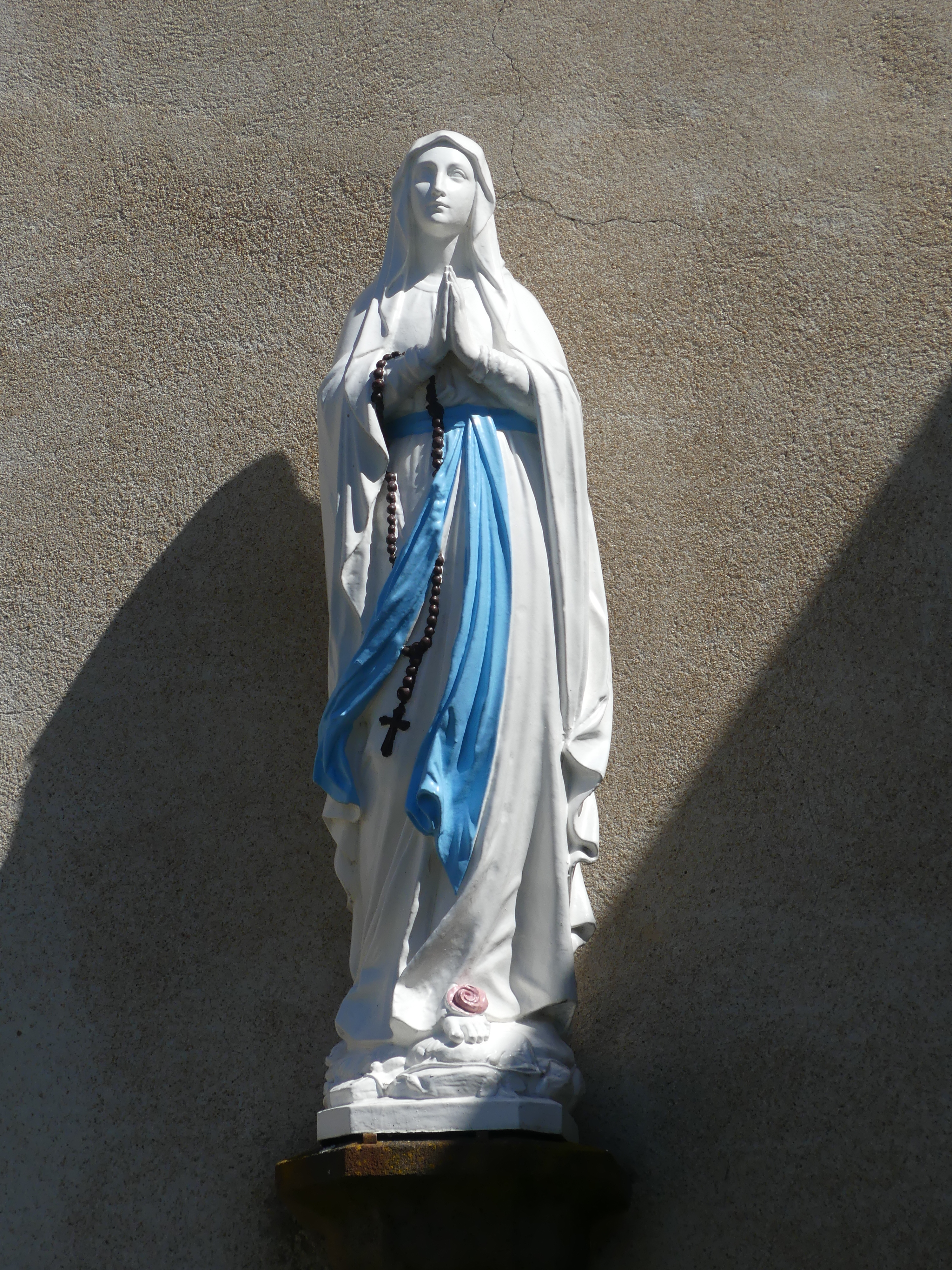
Statue de la Vierge Marie.
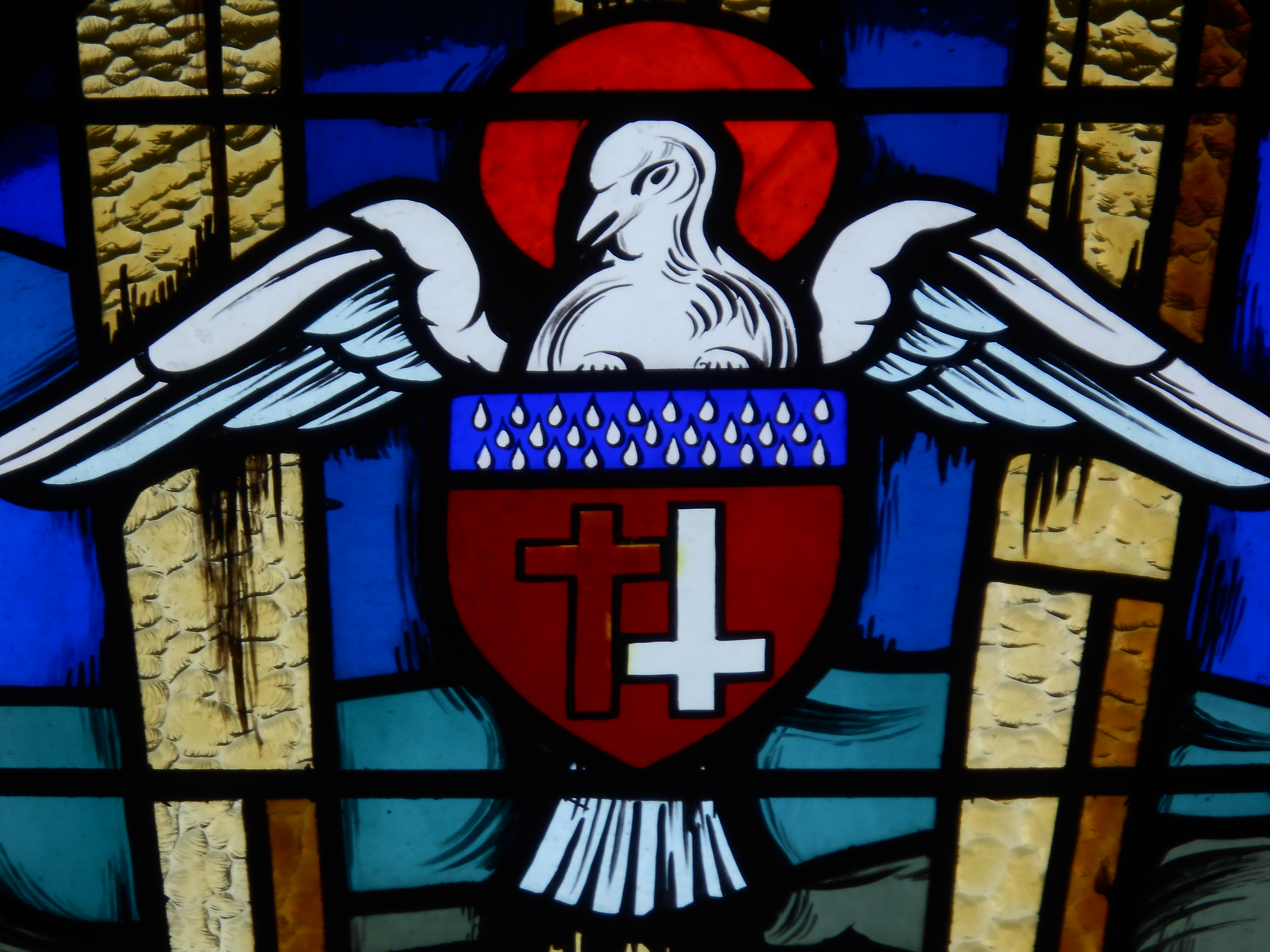
Vitrail avec le Saint Esprit et le blason paroissial de Gouttières.

La paroisse est sous la protection de deux patrons saint Pierre et de saint Eutrope. L'église porte le nom du premier.
L'édifice est en partie d'architecture romane. L'église devait ressembler à ses origines à une simple nef rectangulaire avec toit de tuiles et non d'ardoises comme actuellement. Nous retrouvons la trace de cette église dans une bulle papale de 1165 où il est cas de son affiliation à l'abbaye de Mozac.
Le bâtiment va subir de nombreuses transformations au cours du XIXe siècle, un clocher octogonal et à flèche va supplanter l'ancien clocher à peigne et deux chapelles latérales à la nef vont être aménagées. L'église possède des vitraux du fameux maître vitrier de Condat, Lagaye.

### Art et Street-Art

Fresque dans la grande rue par Cofee.

Les Chats de Gouttières - « Cat Street Art »
Depuis juin 2019, le bourg de Gouttières fait objet de village du street-art, par la réalisation d'un nombre important de fresques et autres œuvres réalisées dans les rues par des artistes urbains.
Le projet « Chat de Gouttières » qui consiste à peindre des fresques et graffs de chats dans tout le village a été créé par l'artiste urbain Cofee. Parmi les artistes graffeurs originaires de Riom et de Clermont-Ferrand figurent Rino, Topaz, etc.,.
Certaines œuvres sont situées ou installées sur les monuments comme le château Bottes, l'église Saint-Pierre ou encore la mairie.
Louma
L'association Louma a pour but de « développer et promouvoir l’expression artistique » sur la commune notamment dans le bourg de Gouttières. Différentes réalisations ont lieu comme le Land'Art, la sculpture, la peinture sur galets ou encore la réalisation en décembre 2019 d'un « chapin » de Noël.
Statues
D'autres œuvres d'art en accès libre parsèment la commune, tant dans le Bourg que dans les différents villages. C'est par exemple le cas de statues comme celle du Chat de Gouttières, une grande statue en bois située à côté de la mairie ou encore du sanglier des Bouchauds, une imposante statue de granite réalisée à Masgot, village de sculpteurs dans la Creuse voisine.

### Héraldique
- Le blason de la commune :

| Blason de Gouttières | Blason  | D'azur au lion d'or à double queue en sautoir et armé de gueules et semé de gouttes. |
| Blason de Gouttières | Détails | Les armes du blason viennent de celles des Rochedragon (lion d'or sur fond d'azur), famille des seigneurs traditionnels de Gouttières. Le village y est représenté par des armes parlantes : des motifs de gouttes d'argent pour Gouttières. La queue bifide du lion fait référence aux seigneurs postérieurs : les sires de Bourbon et le comte de Nevers et d'Auxerre, dont les armes sont similaires. Adopté le 24 février 2023. |

Blason paroissial.

- Le blason de la paroisse : De gueules à deux croix latines alésées et accolées, celle de dextre d'or et celle de senestre d'argent et renversée; au chef cousu d'azur chargé de douze gouttes d'argent, 6 et 6.

Le blason de l'ancienne paroisse de Gouttières ont été créées par l'abbé Grange, curé de Gouttières, dans les années 1950. La croix blanche à droite, à l'envers, fait référence à celle de saint Pierre, crucifié la tête en bas. La croix d'or à gauche est celle du martyr de saint Eutrope de Saintes, un des évangélisateurs de l'Aquitaine.

### Événements
- Le « Marché des Potiers ». Fondé en 1995 et présent jusqu'en 2022, il était une ancienne festivité annuelle qui réunit des potiers de la France entière ainsi que d'autres pays européens[66]. Il était le plus grand marché de potiers du département du Puy-de-Dôme[réf. nécessaire]. Longtemps organisé au printemps, lors du dernier week-end d'avril, la date fut finalement changée pour l'édition de 2022 au profit du dernier week-end du mois de juin[67]. Cette 26ème édition, celle de 2022, fut l'ultime marché des potiers de Gouttières.

### Personnalités liées à la commune
- Maurice Savy (1906 - 1991), rugbyman français international (dirigeant de l'ASM et joueur en équipe de France) né à Gouttières.

### Cinéma
Le film Les Ruses du diable de Paul Vecchiali et réalisé en 1965 a en partie été réalisé sur la commune de Gouttières au hameau du Chazal.